# 19e comité central du Parti communiste chinois
Le 19e comité central du Parti communiste chinois a été élu par le 19e congrès national du Parti communiste chinois en 2017 et siégera jusqu'au 20e comité central en 2022.
Le comité est composé de membres titulaires et de suppléants. Un membre a le droit de vote, contrairement à un suppléant. Si un membre à part entière est retiré du Comité central, la vacance est alors remplie par un membre suppléant lors du prochain plénum du comité - le membre suppléant qui a reçu le plus de votes de confirmation en faveur est le plus élevé dans l'ordre de préséance. Pour être élu au Comité central, un candidat doit être membre du parti depuis au moins cinq ans.
La première session plénière de 2017 était chargée d'élire les organes dans lesquels l'autorité du Comité central est investie lorsqu'il n'est pas en session : le Bureau politique et le Comité permanent du Politburo. Il était également chargé d'agréer les membres du Secrétariat, de la 19ème Commission Centrale de Contrôle de la Discipline et de son Comité permanent.
La troisième session plénière en 2018 a nommé des candidats aux postes de l'État. La quatrième session plénière a rendu une décision sur la modernisation de la gouvernance.

## Sessions

### Première session (2017)
La première session s'est tenue un seul jour, lors de la convocation du Comité central, le 24 octobre 2017.
Lors de cette session, Xi Jinping est réélu Secrétaire général et président de la Commission militaire centrale. Le 19e Politburo et son Comité permanent est également élu par le Comité central. Zhao Leji est élu président du Comité central pour l'inspection disciplinaire du Parti et également nommé au sein du comité permanent du 19e Politburo.

### Seconde session (2018)
La seconde session est convoquée le 18 et 19 janvier 2018, soit deux jours, notamment pour adopter la révision par le Parti communiste chinois de la Constitution en inscrivant les « Perspectives scientifiques sur le développement », et surtout la pensée de Xi Jinping dans le préambule. Cette session s'accompagne également d'un renforcement de la direction du parti et une restructuration du système de contrôle national dans le texte constitutionnel.

### Troisième session (2018)
La troisième session est convoquée entre le 26 et 28 février 2018, et le Comité central adopte des projets de décisions et la liste des candidats au plus haut niveau de l'État qui seront élus ou réélus lors de la première session de la XIIIe législature de l'Assemblée nationale populaire.

### Quatrième session (2019)
Lors de la quatrième session, convoquée entre le 28 et 31 octobre 2019, le comité central adopte la « Décision sur le maintien et le perfectionnement du socialisme à la chinoise et l'avancement de la modernisation du système de gouvernance et de la capacité de gouvernance ».
Le comité central a également sanctionné et retiré de l'organe décisionnel Liu Shiyu (en), accusé après une enquête du Comité central pour l'inspection disciplinaire du Parti d'avoir « reçu des cadeaux et utilisé son pouvoir et sa position pour rechercher un gain personnel pour les autres, conclu des arrangements illégaux pour les autres. travailler dans le système financier et la promotion de l'emploi ».
Liu Shiyu (en) est placé en probation pendant deux ans au sein du Parti communiste et rétrogradé au rang d'« enquêteur », un poste non dirigeant équivalent au fonctionnaire. L'ingénieur et membre suppléant Ma Weiming (en) est nommé membre titulaire du Comité central pour le remplacer.

### Cinquième session (2020)
Lors de la convocation de la cinquième session, entre le 26 et 29 octobre 2020, le Comité central adopte le 14 Plan quinquennal, quelques mois avant son adoption par la XIIIe législature de l'Assemblée nationale populaire.
Selon le journal Foreign Policy, le plan est évoqué comme ne pouvant répondre aux inégalités régionales et structurelles en Chine, avec un risque d'accroitre les inégalités économiques. De plus, la Chine fait face à une faible natalité, en baisse de 15%, un taux de mariage en baisse, des taux de divorce en hausse et freins financiers d'avoir plus d'un enfant.

### Sixième session (2021)
Lors de la sixième session, convoquée entre le 8 et 11 novembre 2021, le Comité central adopte plusieurs décisions et résolutions faisant le bilan des « réalisations » et « l'expérience historique » du centenaire du Parti communiste chinois ayant eu lieu en juillet de la même année.

## 19esecrétariat
Le Secrétariat général du Parti communiste chinois, est un organe au service du Bureau politique du Parti communiste chinois et de son Comité permanent. Le secrétariat est principalement responsable de la réalisation des opérations de routine du Politburo et de la coordination des organisations et d'accomplir les tâches définies par le Politburo. Il est habilité par le Politburo à prendre des décisions quotidiennes de routine sur des questions préoccupantes conformément aux décisions du Politburo, mais il doit consulter le Politburo sur les questions de fond.
Le secrétariat central est élu par le Comité central du Parti communiste chinois. Le 19e secrétariat est élu le 25 octobre 2017.

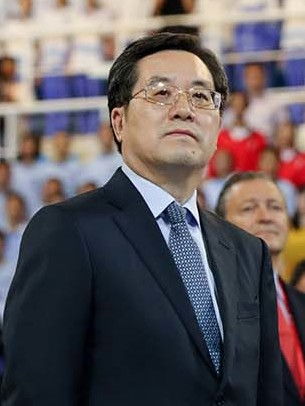
Ding Xuexiang
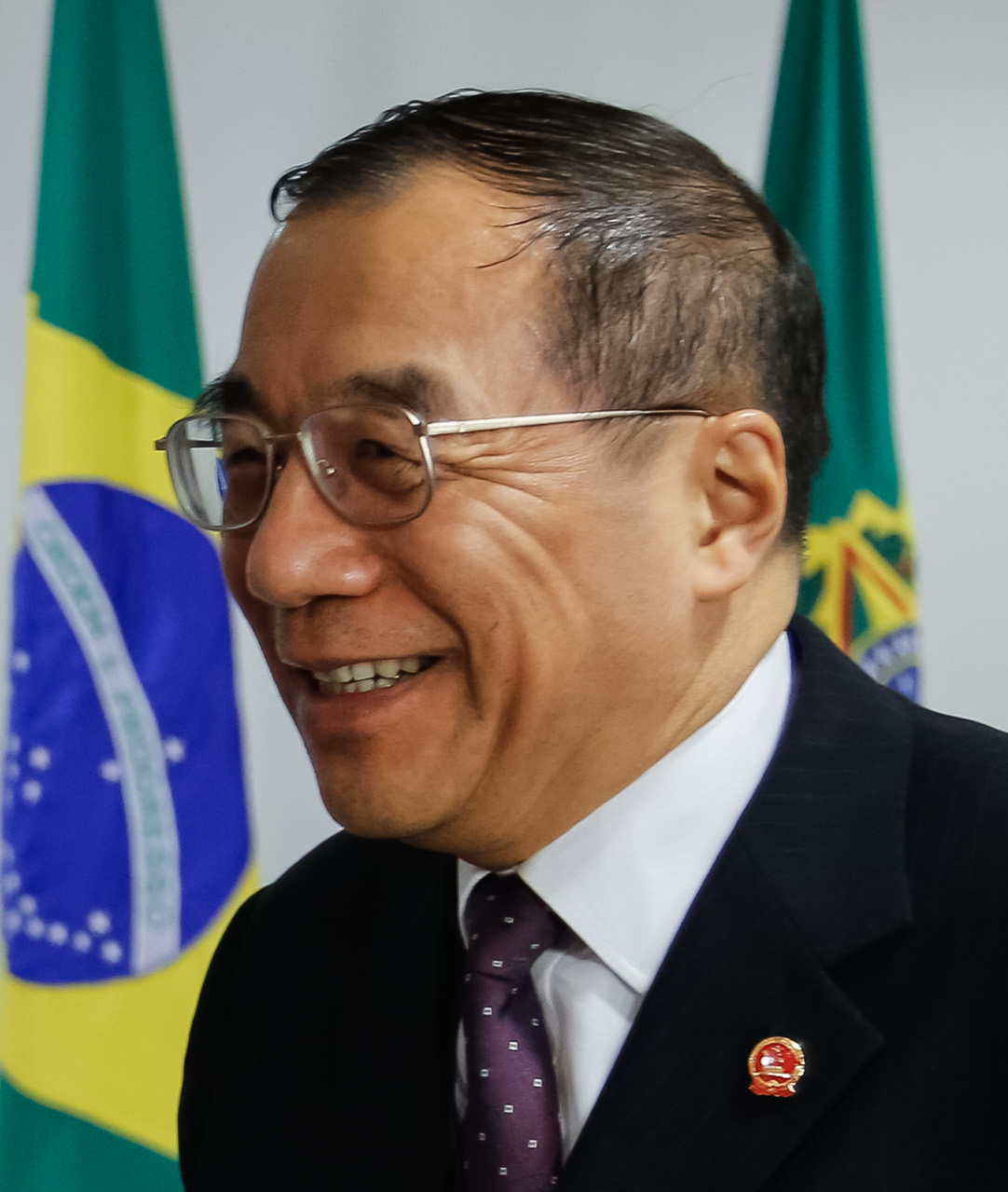
Yang Xiaodu (en)
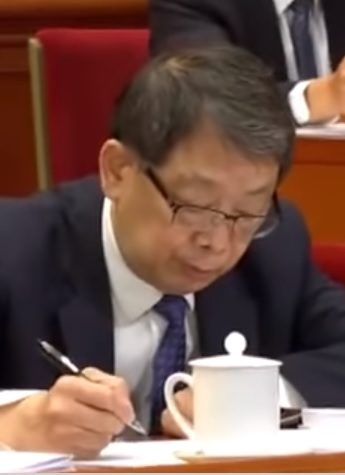
Yang Xiaodu (en)
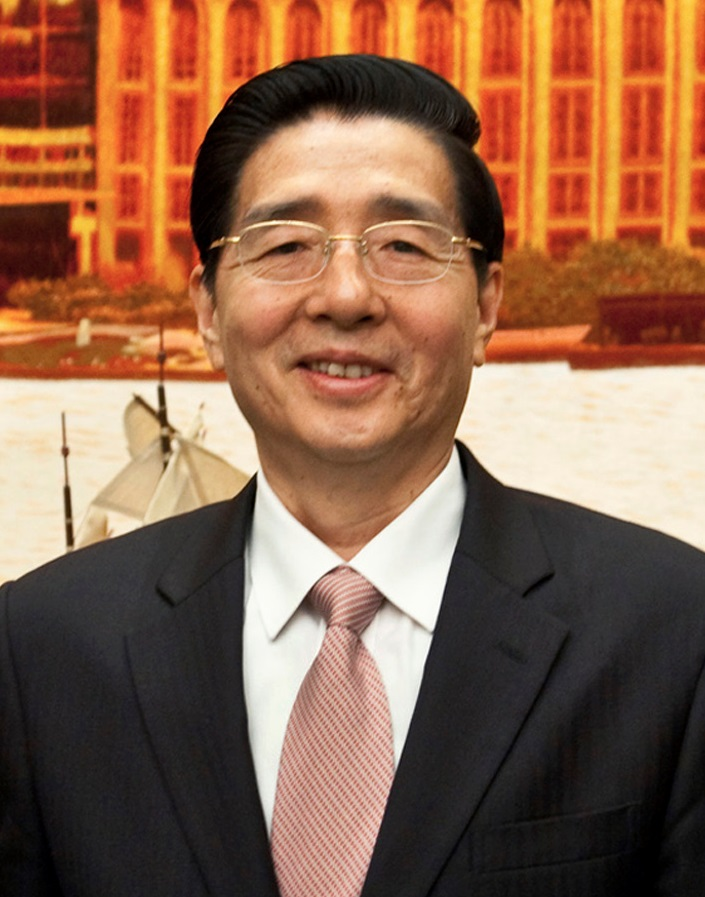
Guo Shengkun
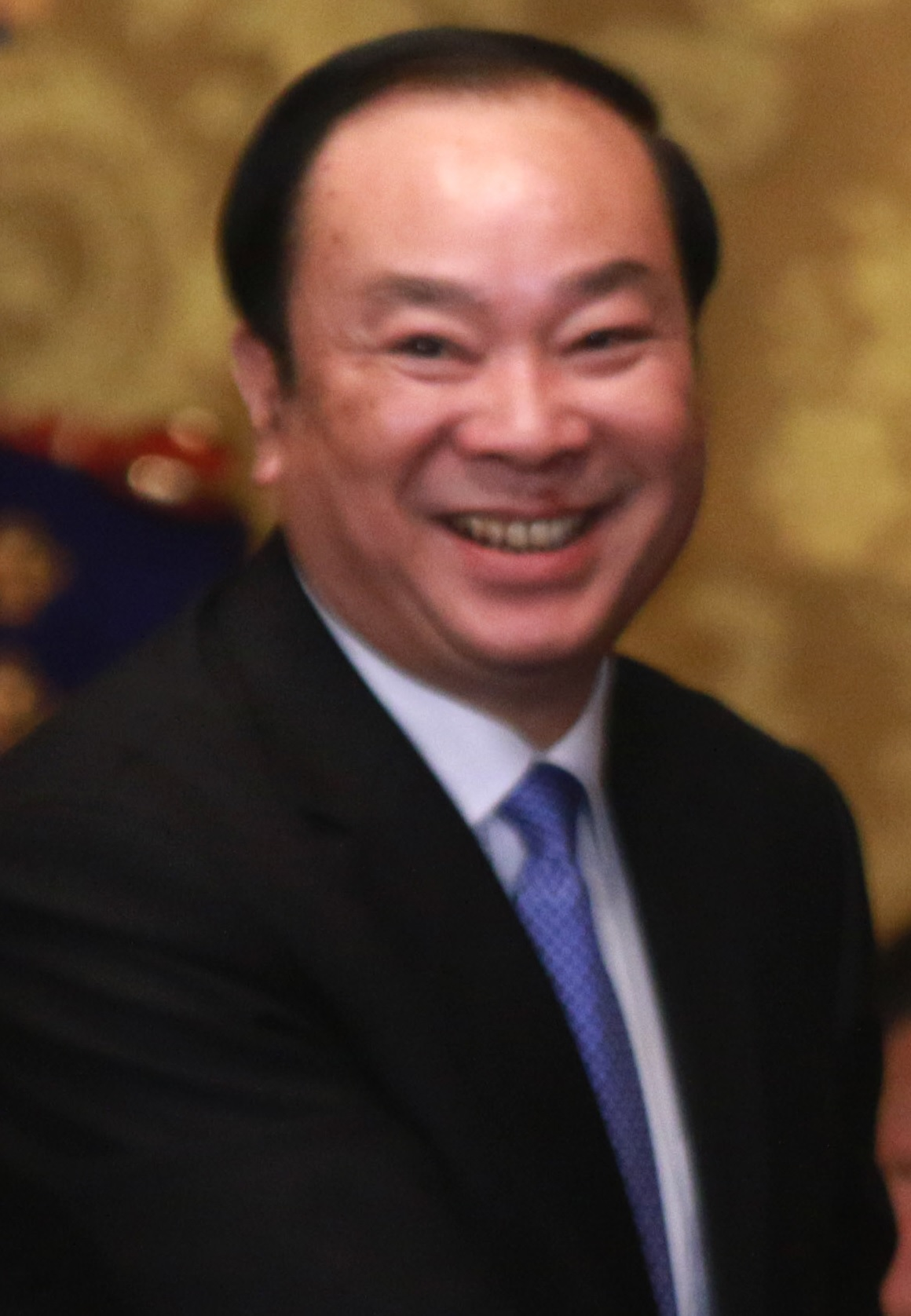
Huang Kunming (en)
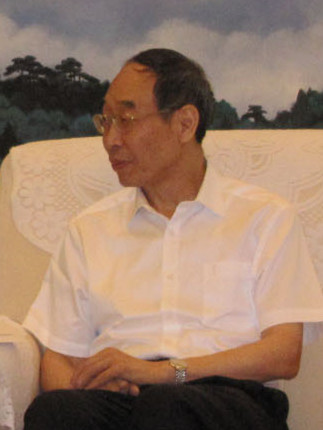
You Quan (en)

## Membres du19ecomitécentral
- Liste non exhaustive parmi les 200 nommés des membres connus (ministres ou figures) du Comité central élu en 2017[4].

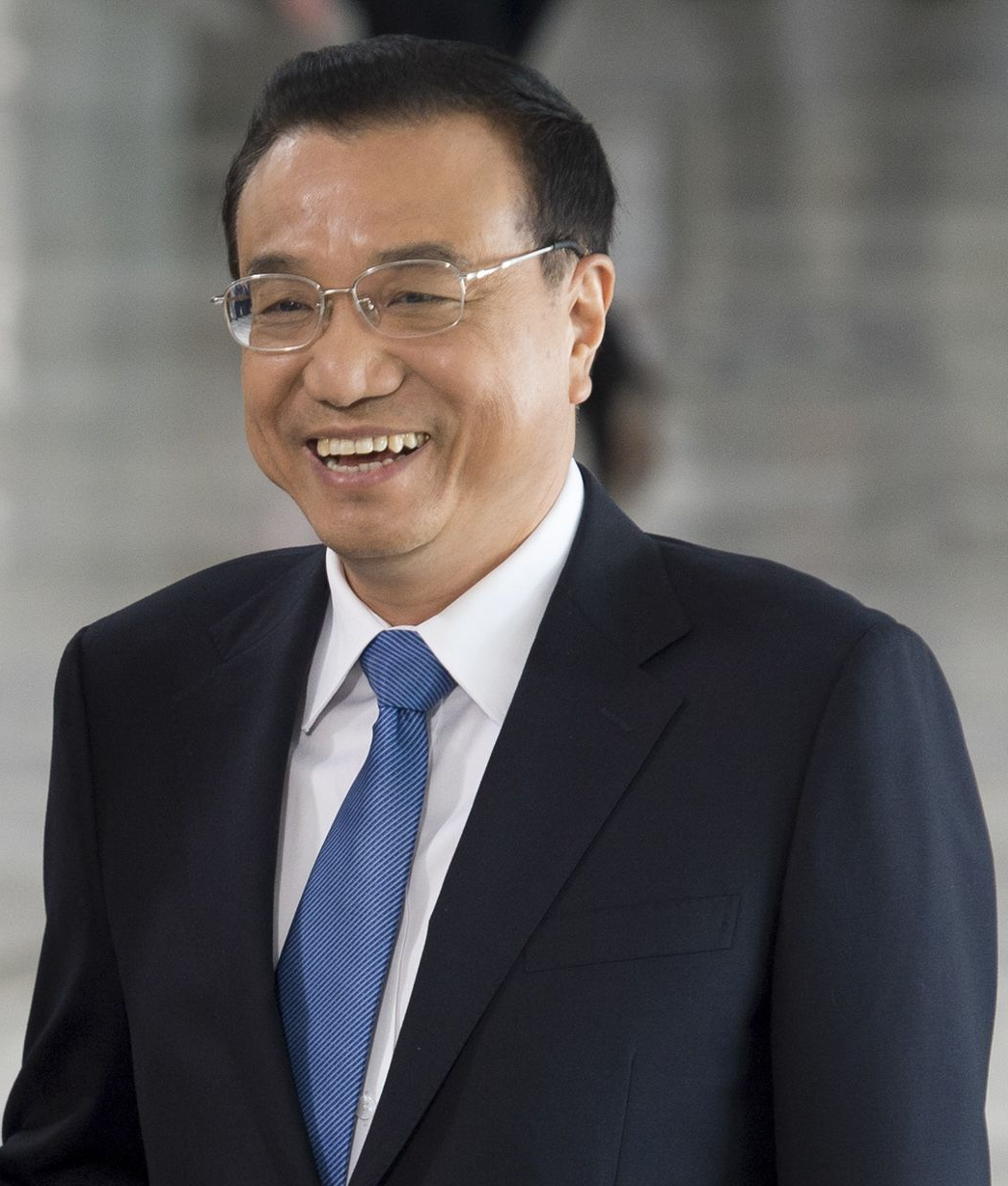
Li Keqiang, Premier ministre.
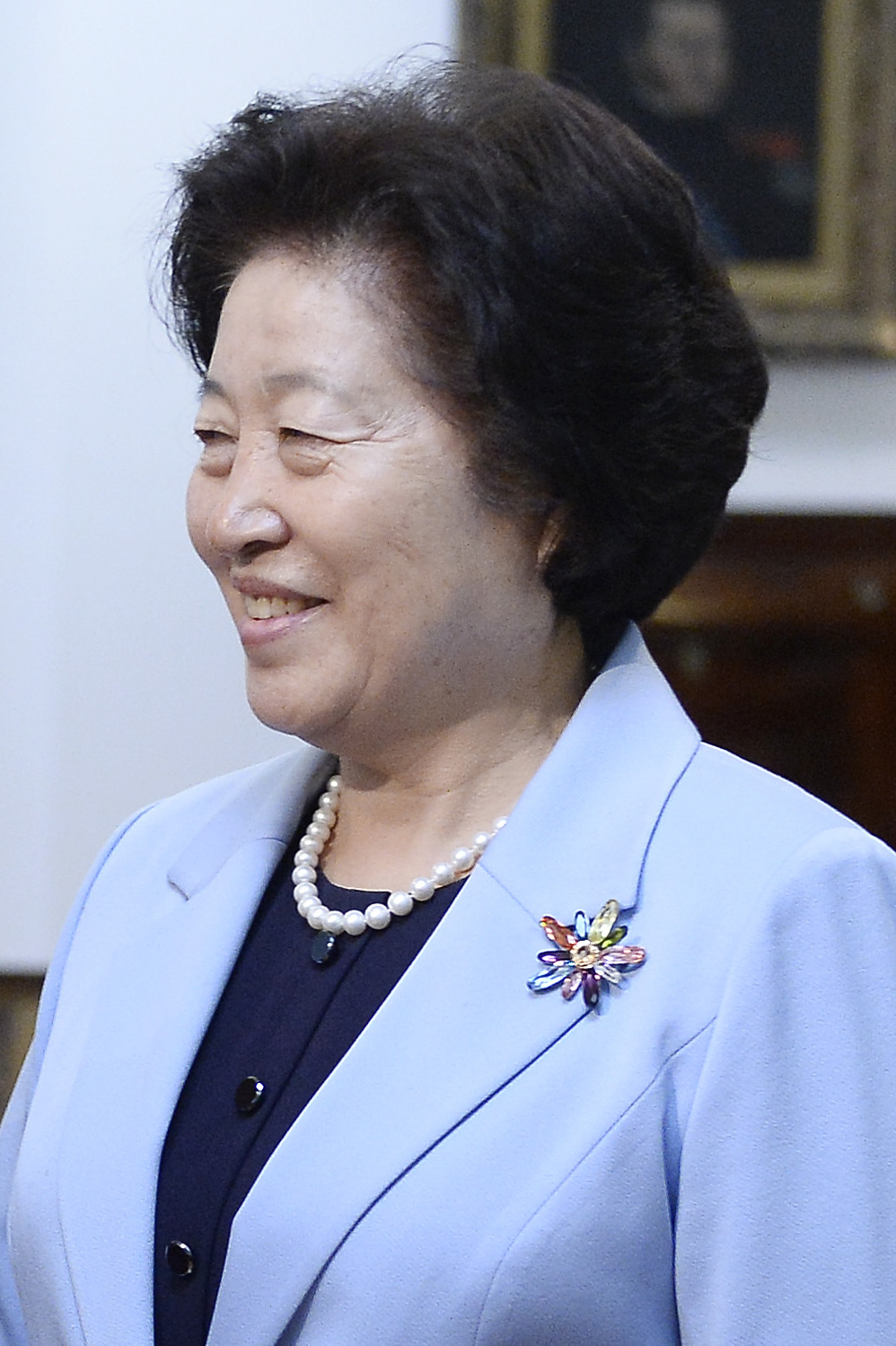
Sun Chunlan, 2e vice-Première ministre.
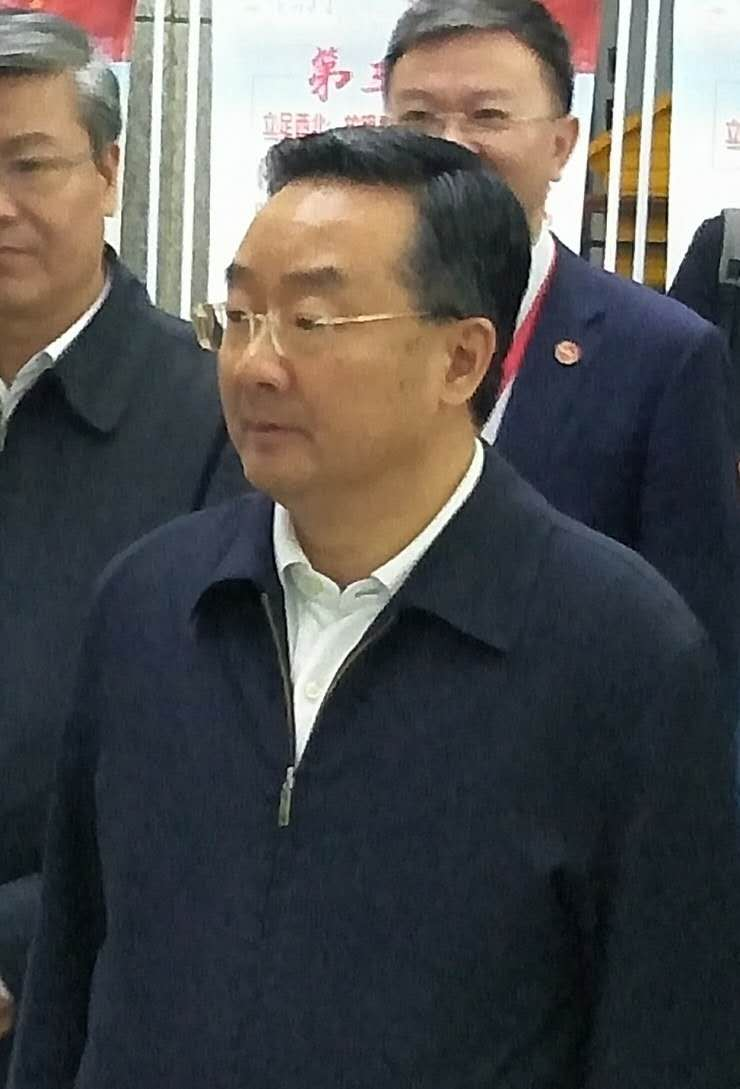
Tang Renjian (en), ministre de l'Agriculture.
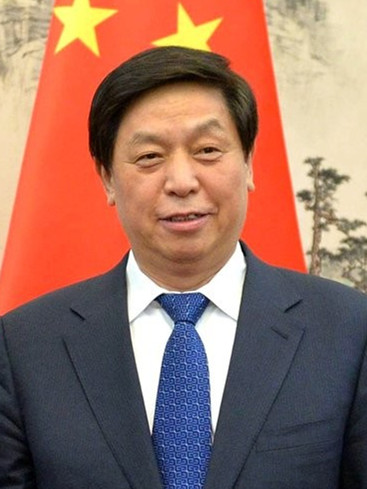
Li Zhanshu, président du Comité permanent.
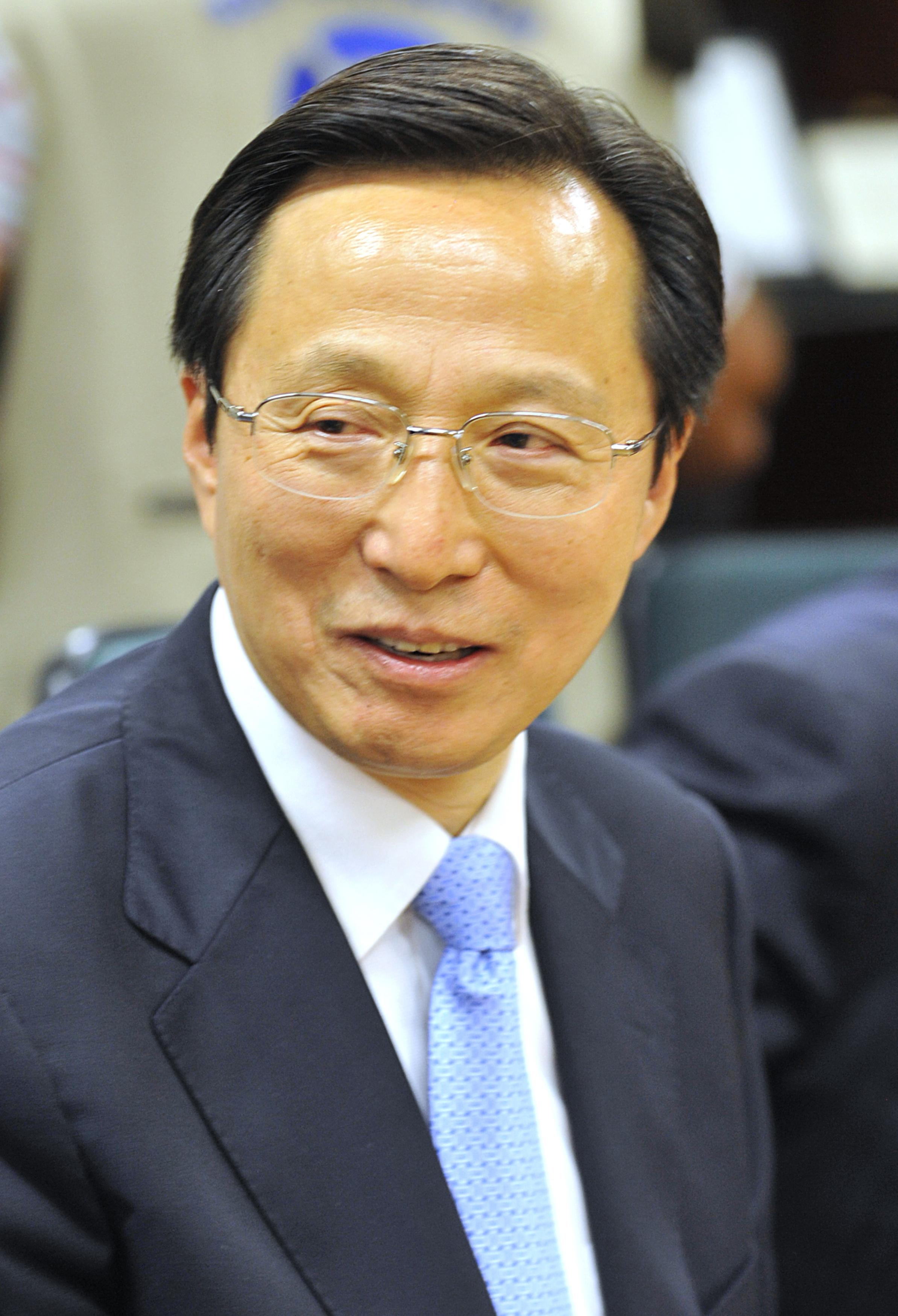
Han Changfu (en), ancien ministre.
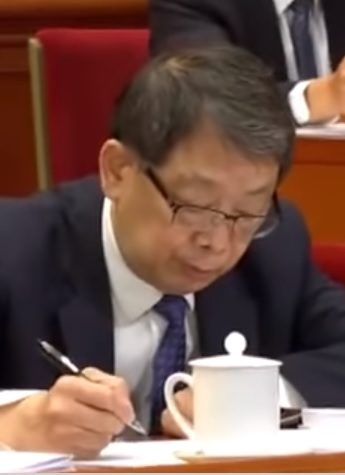
Yang Xiaodu (en).
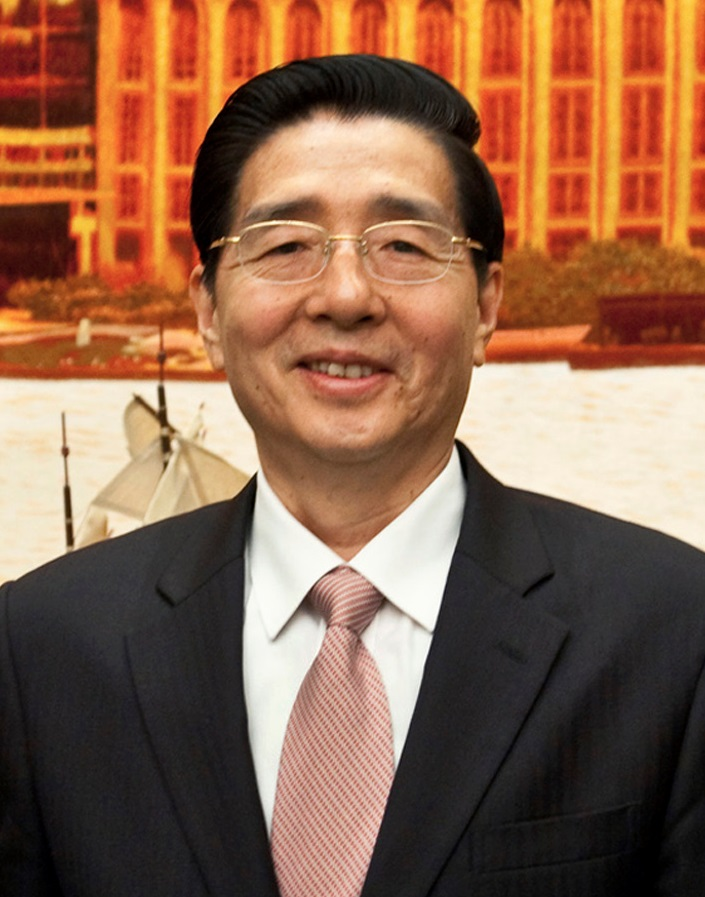
Guo Shengkun.
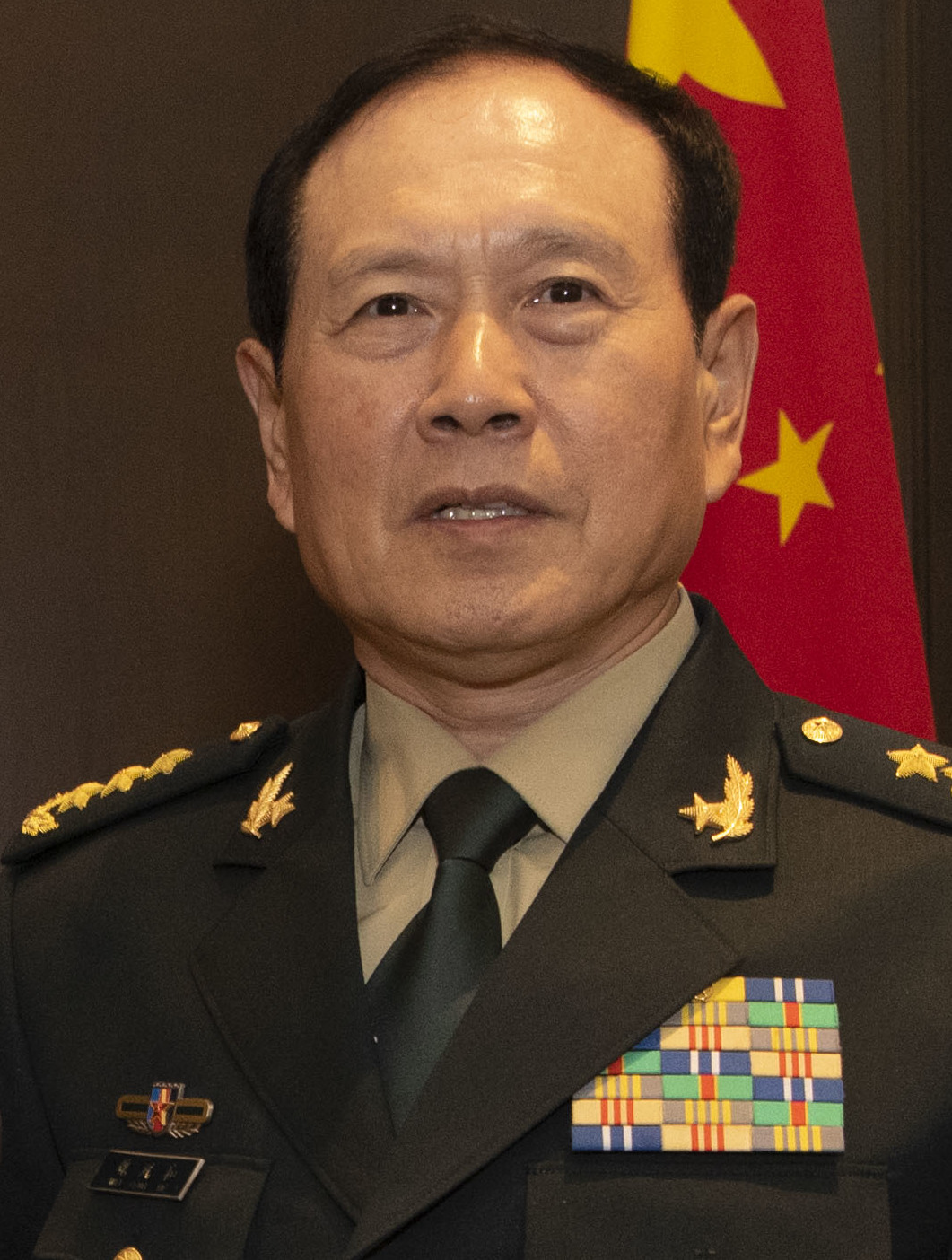
Wei Fenghe.
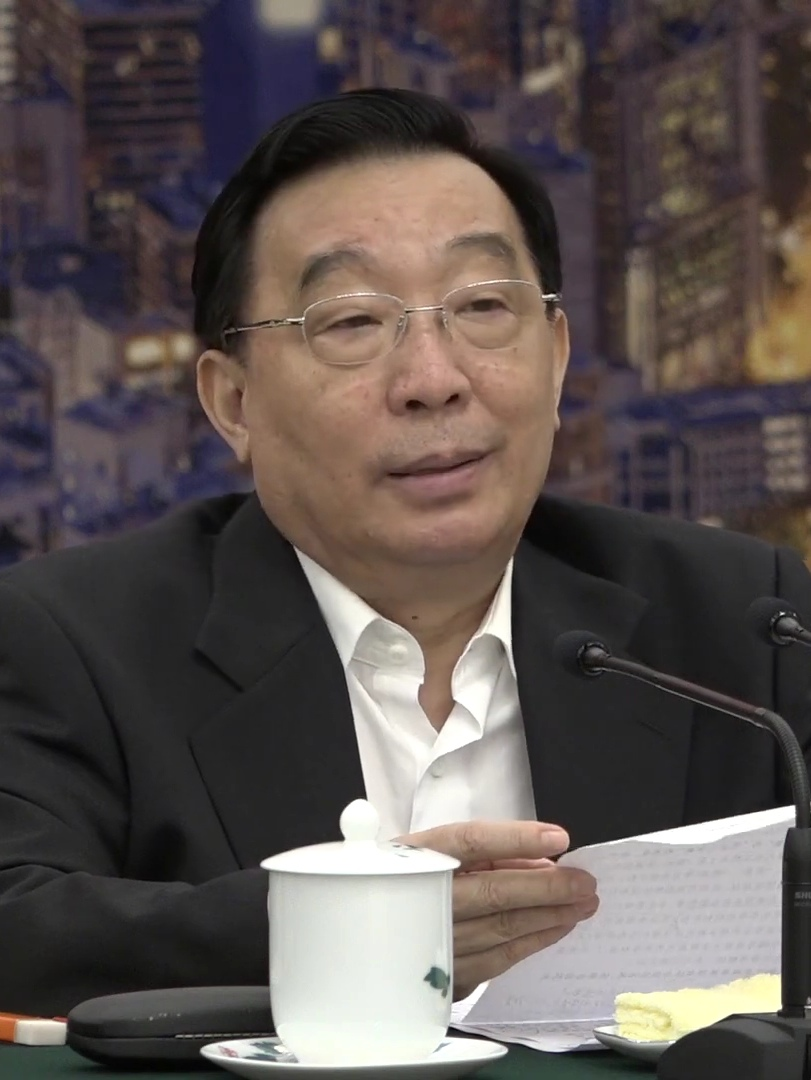
Wang Chen (en).
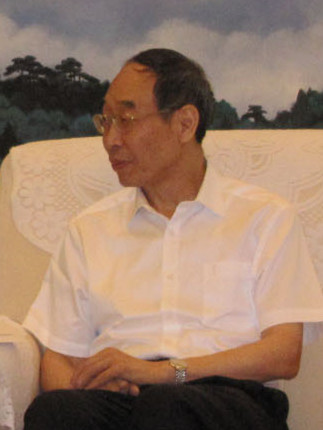
You Quan (en).
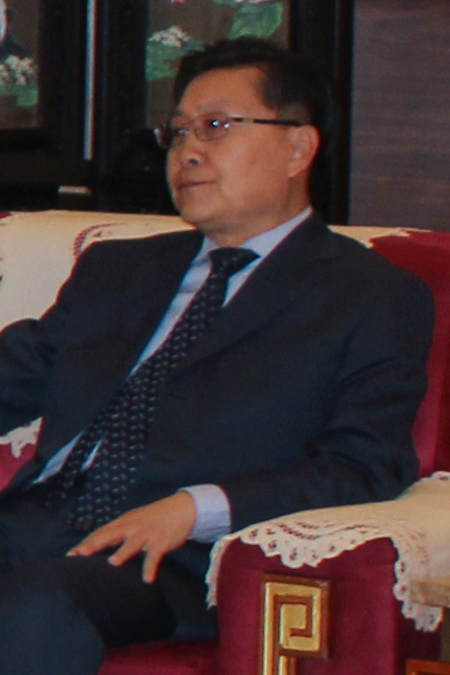
Wang Dongming (en).
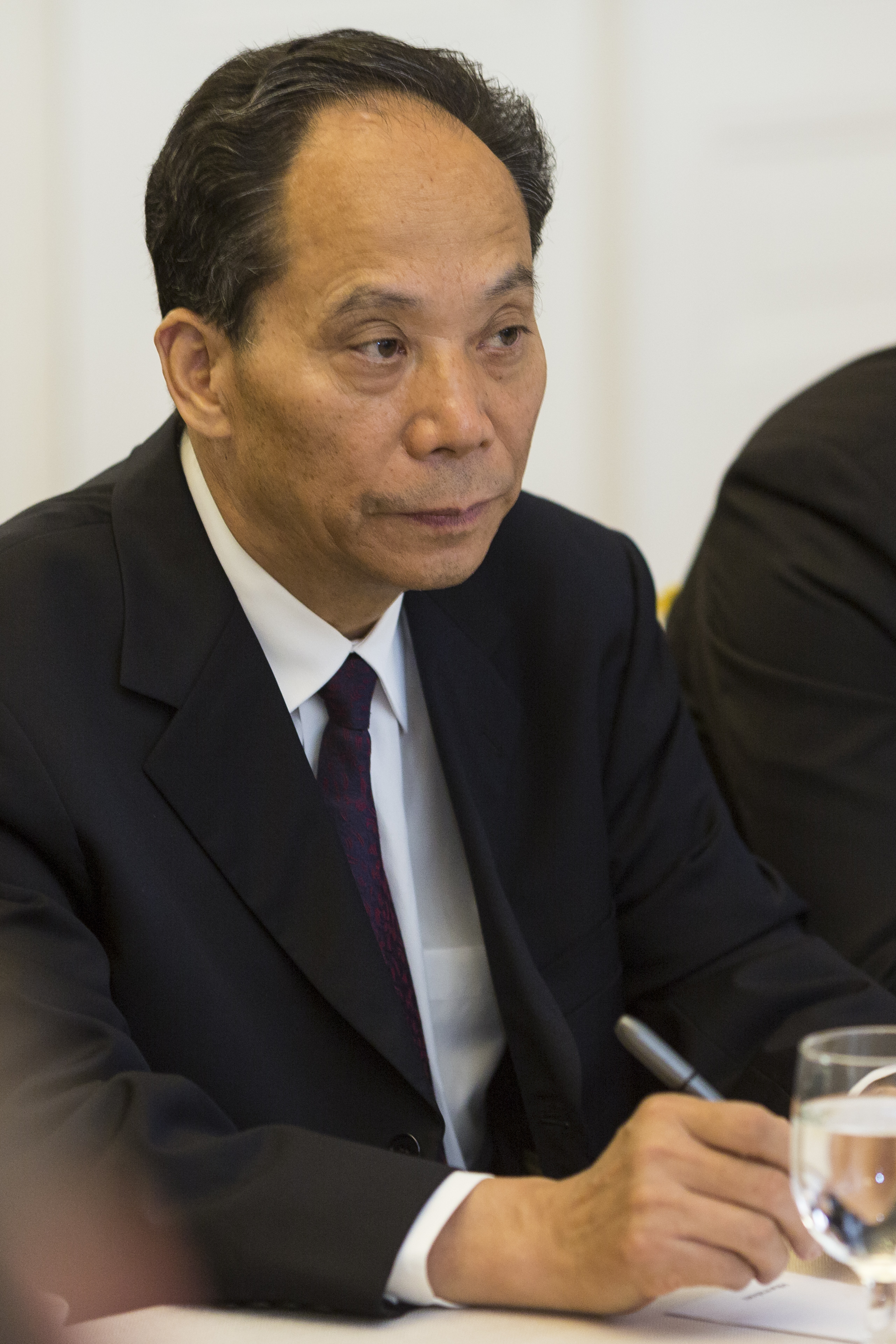
Ji Bingxuan (en),
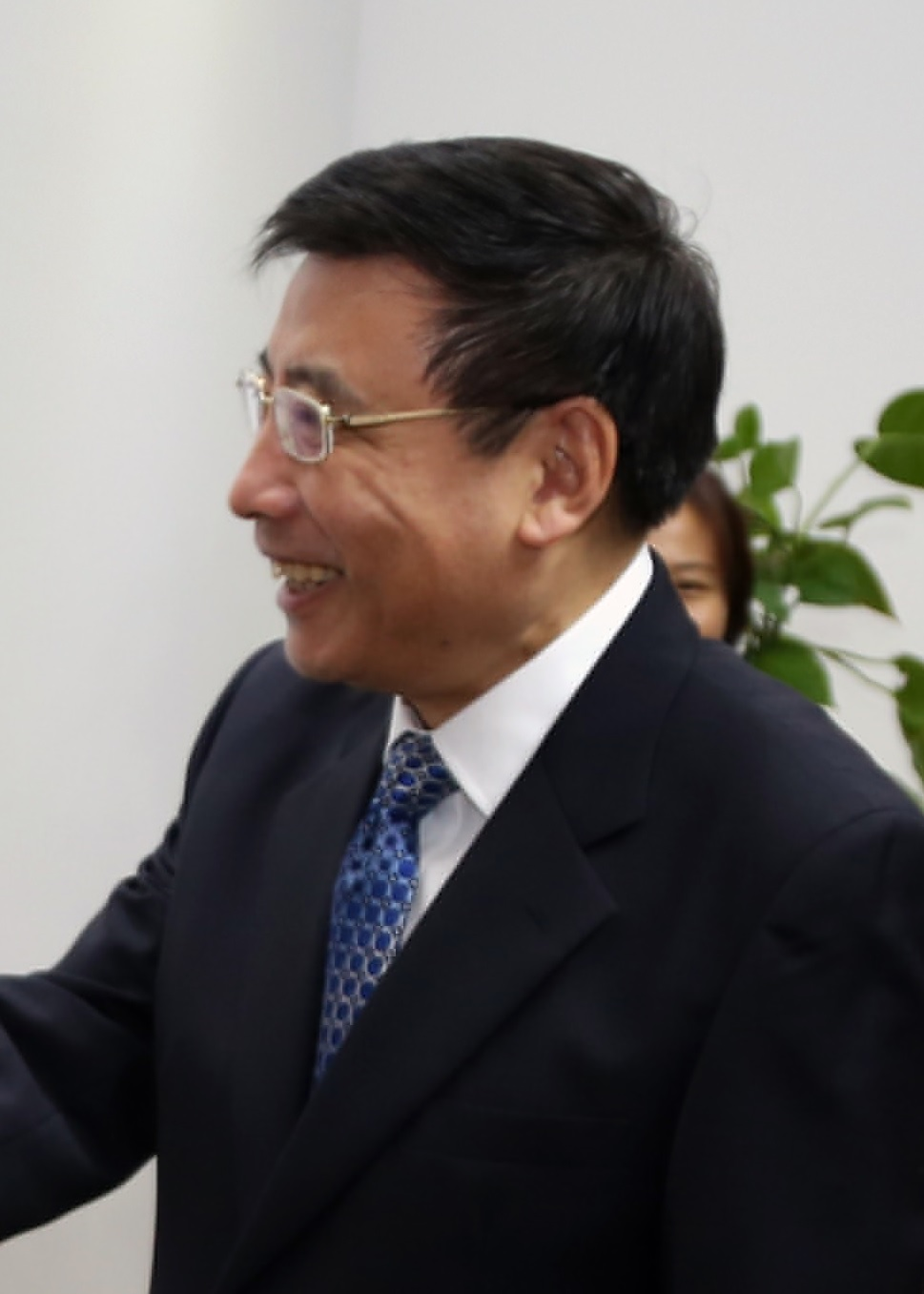
Miao Wei (en).
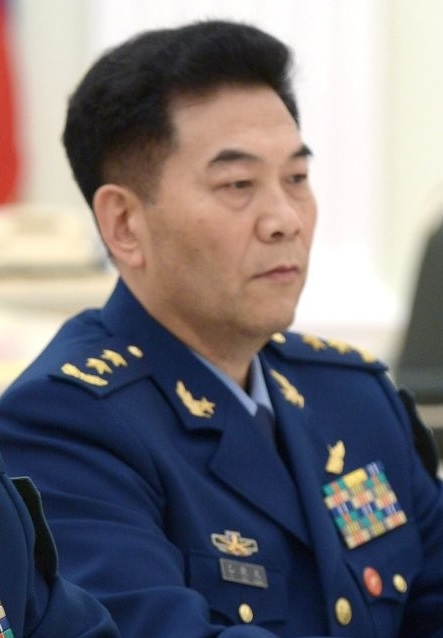
Yi Xiaoguang (en).
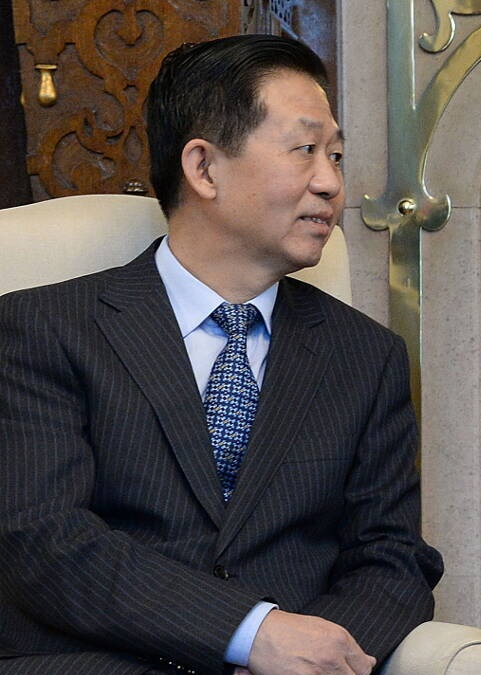
Xiao Jie (en).